# Claudia Mori
Pour les articles homonymes, voir Mori.
Claudia Mori est une actrice et chanteuse italienne née le 12 février 1944 à Rome.

## Biographie
Claudia Mori a commencé sa carrière dans le show business en 1959 avec le rôle de Cerasella dans le film Musicarello du même nom  avec Mario Girotti, alias Terence Hill . Au milieu des années 1960, elle débute comme chanteuse en Italie, principalement avec son mari Adriano Celentano. En 1967, elle chante avec son mari la chanson de Paolo Conte La Coppia plus bella del mondo classée numéro un sur les charts italiens pendant six semaines. En 1970, elle remporte le Festival de Sanremo avec la chanson Chi non lavora non fa l'amore (Qui ne travaille pas, ne fait pas l'amour) . En 1982, avec la chanson Non succederà più (Cela n'arrivera plus) numéro un sur les charts en Italie pendant quatre semaines, elle se fait connaître sur la scène internationale.
Depuis les années 1990, elle dirige la société de production Clan Celentano fondée par son mari en 1961. En 2009, elle a publié le double CD Claudia Mori Collection. La même année, elle a également été membre du jury de l'édition italienne de X Factor 3 sur la chaîne de télévision publique Rai Due.
Mariée à Adriano Celentano elle a trois enfants Rosita, Giacomo et Rosalinda Celentano.

## Discographie

### Albums
- 1970 : Adriano Celentano et Claudia Mori (avec Adriano Celentano )
- 1974 : Tempo de Fuori
- 1976 : Come una cenerentola (avec Marcello Mastroianni )
- 1982 : Storia d'amore (avec Adriano Celentano) (compilation)
- 1984 : Claudia canta Adriano
- 1985 : Chiudi la porta
- 2009 : Claudia! (Collection Claudia Mori)

### Singles
- 1964 : Non guardarmi / Quello che ti dico
- 1970 : Chi non lavora non fa amore (avec Adriano Celentano )
- 1970 : ... E fu subito amore
- 1974 : Che scherzo mi fai
- 1975 : Buonasera dottore
- 1976 : Come una cenerentola (avec Marcello Mastroianni )
- 1977 : Hei, Hei ... ... Hé!
- 1979 : Pay, pay, pay (avec Adriano Celentano )
- 1982 : Non succederà più
- 1983 : Il principe
- 1985 : Chiudi la porta

## Filmographie

### Actrice
- 1959 : Cerasella de  Raffaello Matarazzo : Cerasella
- 1960 : Rocco et ses frères (Rocco e i suoi fratelli) de Luchino Visconti : une employée de la blanchisserie
- 1960 : Il corazziere (it) de Camillo Mastrocinque
- 1961 : Gli incensurati (it) de Francesco Giaculli
- 1962 : Sodome et Gomorrhe (Sodoma e Gomorra) de Robert Aldrich : Maleb
- 1962 : Légions impériales (La leggenda di Fra Diavolo) de Leopoldo Savona
- 1962 : Les Amours difficiles (L'amore difficile) de Sergio Sollima, segment Le donne
- 1962 : Avventura al motel de Renato Polselli
- 1963 : L'Aigle de Florence (Il magnifico avventuriero) de Riccardo Freda : Piera
- 1963 : Ursus dans la terre de feu (Ursus nella terra di fuoco) de Giorgio Simonelli
- 1963 : Un drôle de type (Uno strano tipo) de Lucio Fulci
- 1964 : Le Grand Hold-Up de Milan (Super rapina a Milano) d'Adriano Celentano
- 1964 : Le Désir (Donde tú estés) de Germán Lorente : Lisa Branzeri
- 1971 : Les Gouapes (Er più: storia d'amore e di coltello) de Sergio Corbucci
- 1973 : Rugantino de Pasquale Festa Campanile
- 1973 : L'emigrante de Pasquale Festa Campanile
- 1974 : Fais vite avant que ma femme revienne ! (Yuppi du) d'Adriano Celentano
- 1976 : Culastrisce nobile veneziano de Flavio Mogherini
- 1978 : Geppo il folle d'Adriano Celentano
- 1979 : Liés par le sang (Bloodline) de Terence Young : Donatella
- 1980 : La locandiera (it) de Paolo Cavara
- 1982 : Grand Hotel Excelsior de Castellano et Pipolo
- 1985 : Joan Lui - Ma un giorno nel paese arrivo io di lunedì d'Adriano Celentano

### Productrice
- 1990 : La Fuite au paradis (Fuga dal paradiso) d'Ettore Pasculli